# Rosário Tijeras (telessérie)
Rosario Tijeras (no Brasil Rosário, em Angola/Moçambique: Rosário: Rosário, Entre o Amor e o Ódio) é uma série de televisão colombiana produzida pela Teleset e exibida pelo canal RCN em 2010. É baseado no livro de mesmo nome escrito por Jorge Franco. Estreou na Colômbia em 8 de fevereiro de 2010.
No Brasil está disponível por tempo limitado na Netflix. Em Angola e Moçambique estreou no Zap Viva no dia 23 de outubro de 2013, também com a dublagem brasileira. 

## Sinopse
A série conta a história de Maria do Rosário - apelidada de Rosário Tesoura (Maria Fernanda Yepez), uma mulher criada em uma favela onde vive com sua mãe(Adriana Arango) e seus dois irmãos mais novos. Sua mãe sempre teve muitos homens na casa, mas um deles a estuprou aos 8 anos de idade. Vários anos depois de ser estuprada por um grupo de membros de gangues, ela se enche de ódio, que faz ela contar os testículos do "novo estuprador" com uma tesoura.
O que aconteceu só dá início a uma história cheia de perseguições, mistérios, sensualidade e um jogo onde a vida está em questão, fazendo com que Rosário se torne uma mulher vingativa, cheia de ódio e perigosa.

## Elenco
- María Fernanda Yépes - María del Rosario "Rosario Tijeras"
- Andrés Sandoval - Antonio De Bedut
- Sebastián Martínez - Emilio Echegaray
- Juan David Restrepo - Johnefe "Hermano De Rosario"
- Julián Mora - Ferney
- Liliana Vanegas - Dayra
- Adriana Arango - Doña Ruby
- Héctor García - Cristancho
- Luis Eduardo Motoa - Adonai "El Rey De Los Cielos"
- Estefanía Borge - Samantha
- Natalia Jerez - Paula Restrepo
- Mauricio Vélez - Gonzalo González "El Papa"
- Harold Fonseca - Teo
- Alejandro Buitrago - El Peludo
- Laura Perico - Leticia De Bedut
- Margarita Ortega - Martha Lucía De Bedut
- Alejandro Aguilar - "El Cachi"
- Luis Fernando Hoyos - Luis Eduardo de Bedout
- Victoria Góngora - Susana Amante De Luis Eduardo de Bedout
- Federico Rivera - Colacho
- María José Cardozo - Azucena
- Ana María Kamper - Ana M. Echegaray
- Cristóbal Errazuris - Camilo Echegaray
- Jenny Vargas - La Detective Pamela
- Milena Granados - Rocio
- Jairo Ordóñez – Querubín "Escolta Del Rey"
- Biassini Segura - Darwin
- Claudio Cataño - Amigo De Antonio De Bedut
- Mauricio Mejía - Amigo de Colacho
- Victoria Hernández - Mama de Dayra
- Valentina Gómez - Prostituta

## Exibição no Brasil
Foi exibida pela Band entre 6 de janeiro a 23 de maio de 2014, em 104 capítulos, substituindo o programa Claquete, de segunda a sexta, as 1h55 da madrugada. Recebeu a classificação "indicada para maiores de 14 anos" pelo DEJUS.

## Exibição pelo mundo
- Equador
- Estados Unidos
- América Latina
- Venezuela, entre muitos outros